# José Fernández de la Sota
José Fernández de la Sota (Bilbao, 1960) es un escritor y periodista español, autor de varios libros de poesía, narrativa y ensayo. Asimismo ha participado como presentador y guionista en la creación de programas culturales para televisión. 

## Biografía
José Fernández de la Sota nació en Bilbao el 22 de noviembre de 1960. Licenciado en Ciencias de la Información por la Universidad del País Vasco y Diplomado en Estudios Europeos por la Universidad de Deusto. Generalmente ha firmado sus colaboraciones en prensa con la versión abreviada de su nombre José F. de la Sota. 
A finales de los años ochenta obtuvo el Premio Alonso de Ercilla de Poesía (que organizaba y concedía el Departamento de Cultura del Gobierno Vasco) por el libro Te tomo la palabra, con el que fue finalista del  Premio de la Crítica. Además, obtuvo un accésit del Premio Pío Baroja de novela, también del Gobierno Vasco, por la obra Informe Goliat, que estuvo entre las finalistas del Premio Nadal con el título Contriciones . 
Entre 1997 y 2002 desarrolló una intensa actividad editorial como director de la colección de poesía Los pliegos del norte, el suplemento literario Pérgola y las revistas culturales Ipar Atea (con María Maizkurrena), Boletín de Ficciones y Ancia (de la Fundación Blas de Otero). Desde 1988 pertenece al consejo de redacción de la revista de poesía Zurgai. 
En 1994 apareció en la Editorial Renacimiento su libro de poemas La Gracia del enano, y en 1997 publicó en Ediciones Hiperión Todos los Santos. Al año siguiente le fue concedido el Premio Euskadi de literatura por este último poemario. A partir del año 2000, su poesía se desdobla en dos líneas de evolución, la primera de ellas representada por Material de construcción (Hiperión, Madrid, 2004) y Aprender a irse (Hiperión, Madrid 2007), y la segunda por Cumbre del mar (Hiperión, Madrid 2005) y Vacilación (Bassarai, Vitoria, 2009).
En 2004 un jurado en el que figuraban  Lázaro Covadlo, Juan Bonilla e Hipólito G. Navarro le concedió el Premio Iberoamericano Cortes de Cádiz por el libro de relatos Suerte de Perro. Ricardo Senabre ha escrito en El Cultural, refiriéndose a Suerte de perro que “algunas piezas podrían figurar como ejemplares en cualquier antología de esta modalidad narrativa”.
Ha sido premio Euskadi de Literatura en dos ocasiones, con sendos libros de poesía: en 1998, con Todos los santos, y en 2010 con Vacilación (más información sobre estos libros en  poetasvascos).
En 2011 codirigió, junto con el también periodista Julio Flor, el programa de televisión Capital Cultura emitido por EITB a lo largo de ese año.
En 2016 publicó el libro Quien habla, con prólogo de José Manuel Caballero Bonald (Bilbao, El Gallo de Oro).
Ha codirigido junto a Julio Flor la película documental La revolución tranquila (2015).
Y los mediometrajes Travesía de Bilbao (2013) y Un puente de palabras (2018) con Jon Bañuelos Asumendi.

## Obra

### Poesía
- 1989 Te tomo la palabra.
- 1994 La Gracia del enano.
- 1996 Esto no es un soneto.
- 1997 Todos los santos.
- 2001 Lugar de paso.
- 2004 Material de construcción
- 2005 Cumbre del mar.
- 2007 Aprender a irse.
- 2009 Vacilación.
- 2010 Travesía de Bilbao.
- 2013 Tiempo muerto.
- 2016 Quien habla.
- 2020 Enciclopedia del fracaso.

### Narrativa
- 1989 Informe Goliat (novela).
- 1997 Elefantes Blancos (libro de relatos).
- 1998 Negrita con diamantes (relato).
- 2005 Suerte de perro y otras historias (libro de relatos).
  - La biblioteca férrea (relato).

### Otros
- 1993 Bilbao (guía de la ciudad en ediciones Júcar)
- 1998 Bilbao puente hacia el siglo XXI - Bilbao XXI menderako bidea.
- 2000 Bilbao, literatura y literatos (ensayo).
- 2009 Juan Larrea. Versión terrestre.(biografía).
- 2013 Tiempo muerto (historias de escritores un poco raros). Ilustraciones: Pablo Gallo.
- 2019 Llama al viento. Antología poética 1975-2015. Antología de la poesía de Pablo González de Langarika, Bidebarrieta Kulturgunea, Bilbao, 2019.
- 2022 La rebelión del ángel. Vida y poesía de Blas de Otero. (Guion de José Fernández de la Sota sobre textos de Blas de Otero. Ilustraciones de Pablo Gallo.)

## Premios
- 1988: Premio de poesía Alonso de Ercilla por Te tomo la palabra
- 1996: Premio de relatos Gabriel Aresti por Ratón y hombre.
- 1997: Premio Internacional de poesía Antonio Machado en Baeza por Todos los Santos.
  - Premio Internacional de cuentos Max Aub por Negrita con diamantes
- 1998: Premio Euskadi de Literatura por Todos los Santos
- 2004: Premio Iberoamericano de relato Cortes de Cádiz por el libro Suerte de perro
  - Premio Jaén de poesía por Material de Construcción”
- 2005: Premio Internacional Camilo José Cela de Cuentos por el relato La biblioteca férrea.
  - Premio "Valencia" Alfons el Magnánim de poesía por Cumbre del mar
- 2006: Premio de poesía Ciudad de Córdoba - Ricardo Molina por el libro Aprender a irse.
- 2010: Premio Euskadi de Literatura por Vacilación